# Abel Chebet
Abel Chebet (* 9. September 1993) ist ein ugandischer Leichtathlet, der sich auf den Langstreckenlauf spezialisiert hat.

## Sportliche Laufbahn
Erste Erfahrungen bei internationalen Meisterschaften sammelte Abel Chebet im Jahr 2022, als er bei den Islamic Solidarity Games in Konya in 13:54,93 min die Bronzemedaille im 5000-Meter-Lauf hinter dem Bahrainer Birhanu Balew und Mohamed Farès aus Marokko gewann. Zudem gewann er dort in 28:31,39 min die Silbermedaille über 10.000 Meter hinter dem Bahrainer Dawit Fikadu.
2022 wurde Chebet ugandischer Meister im 10.000-Meter-Lauf.

## Persönliche Bestzeiten
- 10.000 Meter: 28:22,55 min, 25. Juni 2022 in Kampala
- Halbmarathon: 25. September 2022 in Belfort